# キゴキブリ
キゴキブリとは、ゴキブリ目キゴキブリ科キゴキブリ属に属す昆虫の総称。

## 特徴
系統的には、他のゴキブリよりもシロアリに近縁である。亜社会性であり、木材を消化する腸内細菌はシロアリと共通する。代表的な社会性昆虫であるシロアリに最も近縁な現生昆虫であることから、高度な社会性の進化を探る上で重要な分類群である。

## 種
北アメリカとアジアに12種が知られる。
- Cryptocercus clevelandi Byers, 1997
- Cryptocercus darwini Burnside, Smith, Kambhampati, 1999
- Cryptocercus garciai Burnside, Smith, Kambhampati, 1999
- Cryptocercus hirtus Grandcolas, Bellés, 2005
- Cryptocercus kyebangensis Grandcolas, 2001
- Cryptocercus matilei Grandcolas, 2000
- Cryptocercus meridianus Grandcolas, Legendre, 2005
- Cryptocercus parvus Grandcolas, Park, 2005
- Cryptocercus primarius Bey-Bienko, 1938
- Cryptocercus punctulatus Scudder, 1862
- Cryptocercus relictus Bey-Bienko, 1935
- Cryptocercus wrighti Burnside, Smith, Kambhampati, 1999